# Can Serra (Sant Llorenç d'Hortons)
Can Serra és una masia de Sant Llorenç d'Hortons (Alt Penedès) situada al camí de Can Serra, prop de l'església de Sant Llorenç d'Hortons.

## Descripció
És un conjunt de construccions, edificis i restes arquitectòniques de llarga tradició format bàsicament per l'actual masia, del segle XIX (1865) envoltada d'edificis destinats a la producció i magatzematge i la façana de l'antiga masia, convertida posteriorment en masoveria.
L'habitatge actual és un edifici de planta rectangular que consta de planta baixa, pis i golfes. La coberta és de teules àrabs a dues aigües i el carener paral·lel a la façana principal, orientada a migdia. Però la meitat meridional de la coberta hi ha terrat en comptes de teulada. La façana principal té una composició simètrica a partir de quatre eixos de verticalitat delimitats per les diferents obertures en planta baixa i pis. A la planta baixa hi ha la porta d'accés, en l'eix central esquerre, amb una finestra a l'esquerra i dues a la seva dreta. A la planta pis hi ha quatre balcons amb barana de ferro amb sengles obertures de llinda recta. Els paraments són llisos arrebossats i pintats de blanc i la façana té un coronament amb balustrada i un plafó enrajolat central amb la imatge de la Mare de Déu de Montserrat. A l'interior es distribueix seguint la línea de les masies clàssiques amb adaptacions a l'època. A la planta baixa hi ha la cuina i el menjador i a la planta pis, una gran sala central fa de distribuïdor a les vuit habitacions, quatre per banda, que tenen una sortida per la part del darrere que comunica amb un passadís comú que va paral·lel a les façanes laterals.
També destaquen les dependències annexes destinades a la producció i emmagatzematge. Hi ha cups de vi construïts en diverses fases, les restes d'un trull (pedra d'1'5 metres de diàmetre i 40 cm de gruix), pedres per posar-hi fites de propietat, una màquina de ventar gra, etc. En el soterrani hi ha una gran cava.

## Història
L'any 1541 la senyora de Gelida Marquesa Estaper, vídua de Francesc Bertran, establí diverses propietats a Bernat Serra. Masia documentada l'any 1587 amb el nom de casa d'en Serra. La propietat es forma a partir de la unió de terres dels masos Escamart i Porcell, anteriors al segle XVI. Francesc Serra i Almirall és qui va adquirir diverses propietats entre les quals podem destacar la casa d'en Baró abans dita de la Guixera. Més endavant s'afegeixen les terres de Can Baró i de la Casa vella o Comallitera. La darrera gran reforma és de l'any 1865.
El llinatge iniciat per Bernat Serra va canviar de cognom amb els hereus de la pubilla Rosa Serra que es casà amb Sadurní Raventós, de Sant Sadurní d'Anoia. El llinatge dels Raventós continuà fins la unió de Montserrat Raventós, pubilla de Can Serra, amb Pere Torrents i Almirall, hereu de Can Torrents de les Oliveres de Gelida. El llinatge continua avui amb els germans Torrents i Raventós.
Durant la primera meitat del segle xx, el creixement urbà del poble es deu a terrenys d'aquesta propietat.